# Samniți
     Ligures
     Veneti
     Etrusci
     Piceni
     Umbriani
     Latini
     Osci
     Samniți
     Messapii
     Greci

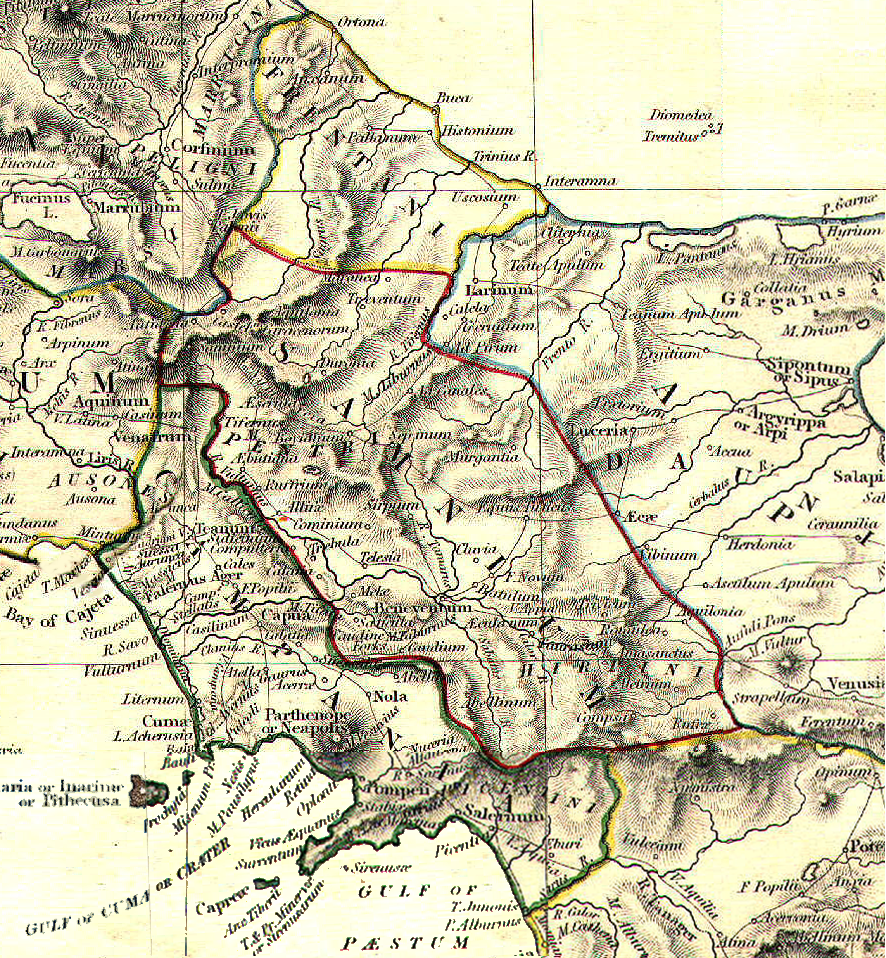
Samnium. Răspândirea antică a samniților. Hartă din Atlasul Istoric de William R. Shepherd, 1911.

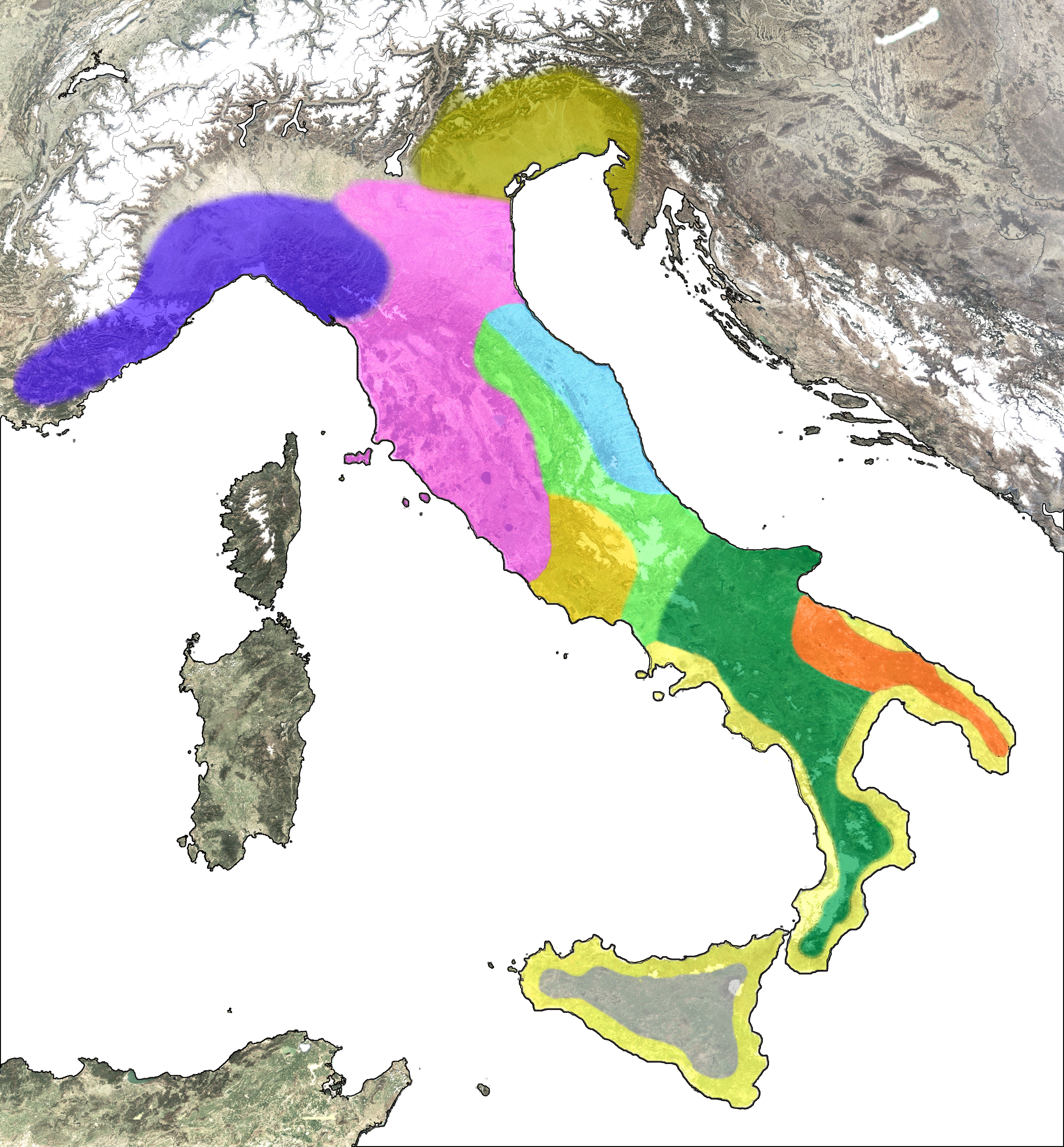
Grupuri în cadrul peninsulei italice.
Ligures
Veneti
Etrusci
Piceni
Umbriani
Latini
Osci
Samniți
Messapii
Greci

Samniții (latină: Samnium, pronunție romană Samnites, italiană: Sannio, oscă: Safinim) este un exonim latin pentru regiunea de sud sau sud-centrul Italiei folosit în timpurile romane. Numele a supraviețuit până astăzi în Italia, dar teritoriul acoperit a rămas o mică parte. Populația Samnium era numită Samniți de către romani. Singurul lor endonim era Safinim pentru țară (potrivit unei inscripții și a unei monede) și *Safineis pentru popor. Limba acestor populații era limba oscă, însă nu toți vorbitorii acestei limbi trăiau în Samnium.